# توماس بويد كالدويل
توماس بويد كالدويل هو سياسي كندي، ولد في 22 فبراير 1856 في كندا، وتوفي في 26 مارس 1932. حزبياً، نشط في الحزب الليبرالي الكندي. وقد انتخب عضو مجلس العموم الكندي.